# Ramon Carnicer i Batlle
Ramon Carnicer i Batlle (Tàrrega, 24 d'octubre del 1789 - Madrid, 17 de març del 1855) va ser compositor català d'òpera, mestre de música i l'autor de l'himne nacional de Xile, tot i que mai va estar a Amèrica.

## Biografia
Rebé els primers ensenyaments musicals de Bonaventura Feliu, mestre de capella de l'església de Tàrrega. A l'edat de set anys ingressà per oposició al cor de la catedral de la Seu d'Urgell on estudià orgue i composició. El 1806 es traslladà a Barcelona, on tingué per mestres l'organista i el mestre de capella de la catedral, Carles Baguer i Francesc Queralt, respectivament. És a Barcelona on entra en contacte amb les òperes de Cimarosa, Paisiello, Guglielmi, Paër, Mayr i Generali, experiència que li atorgarà un ampli coneixement del repertori, com posteriorment revelarà la seva obra operística.
La Guerra del Francès (1808-1814) l'obligà a fugir a Maó, on treballà d'organista, feu classes de cant i de piano tenint entre els seus alumnes el menorquí Onofre Reixach, en aquesta estada conegué l'austro-alemany Karl-Ernest Cook, deixeble de Mozart. En tornar a Barcelona, fou comissionat per la junta d'accionistes del Teatre de la Santa Creu (1815) perquè viatgés a Itàlia i hi contractés la millor companyia d'òpera que pogués. Carnicer aplegà una formació amb cantants com Angelo Cantelli, Loreto García i García, Bassi, Marco Bordogni, dirigida pel mestre i compositor Pietro Generali.
El 1818, i fins a 1820, Carnicer rellevà Generali en la direcció del teatre, i es dedicà a la composició. Seva és l'obertura escrita per a l'estrena a Barcelona (1818) d'Il barbiere di Siviglia, de Gioacchino Rossini, elogiada pel mateix autor.
Encoratjat per l'èxit creixent de les seves obres, Carnicer decideix cremar la seva producció anterior -integrada per obres religioses, himnes patriòtics, cançons, música de banda militar i de ball- i escriure la primera de les seves obres de maduresa, l'òpera Adele di Lusignano, que va ser estrenada al Teatre de la Santa Creu de Barcelona el 15 de maig de 1819. El 1820, el compositor du a terme el seu tercer viatge a Itàlia com a empresari del Teatre de la Santa Creu amb la seva missió una altra vegada no només de buscar cantants i músics, sinó també partitures de Rossini, Bellini i Donizetti.
La segona òpera de Carnicer, Elena e Constantino, es va estrenar el 16 de juny de 1821, i va ser rebuda també amb gran èxit pel públic. En la seva tercera òpera, Don Giovanni Tenorio, estrenada el 20 de juny de 1822, Carnicer, partint d'un llenguatge ja clarament rossinià que és connatural al seu propi estil.
A la fi del Trienni Constitucional, i segurament per les seves idees lliberals, públiques i conegudes, Ramon Carnicer i la seva família s'exiliaren a París (1823), primer, i després a Londres (1826). Anys a venir, en restablir-se l'absolutisme, aquests ideals li passaren factura.
En aquests viatges es va donar a conèixer com a director i compositor. A la capital britànica, a més de publicar-hi algunes obres importants del seu catàleg com els seus Six Spanish Airs, Three Nocturnos, i Il sogno, terzettino notturno, coneix els artistes espanyols que nodrien els cercles liberals londinencs, com el professor de cant Mariano Rodríguez de Ledesma (1779-1848), el pianista Santiago de Masarnau (1805-1882), el compositor José Melchor Gomis (1791-1836) o els guitarristes Fernan Sors (1780-1839) i Trinidad Huerta (1803-1856).
Just quan s'estava a Londres, per la seva anomenada, el 1827 va rebre l'encàrrec de compondre l'himne Nacional de Xile, amb lletra de Bernardo de Vera y Pintado (reemplaçada el 1847 per una d'Eusebio Lillo, menys anti-espanyola).

### Raptat pel rei absolutista

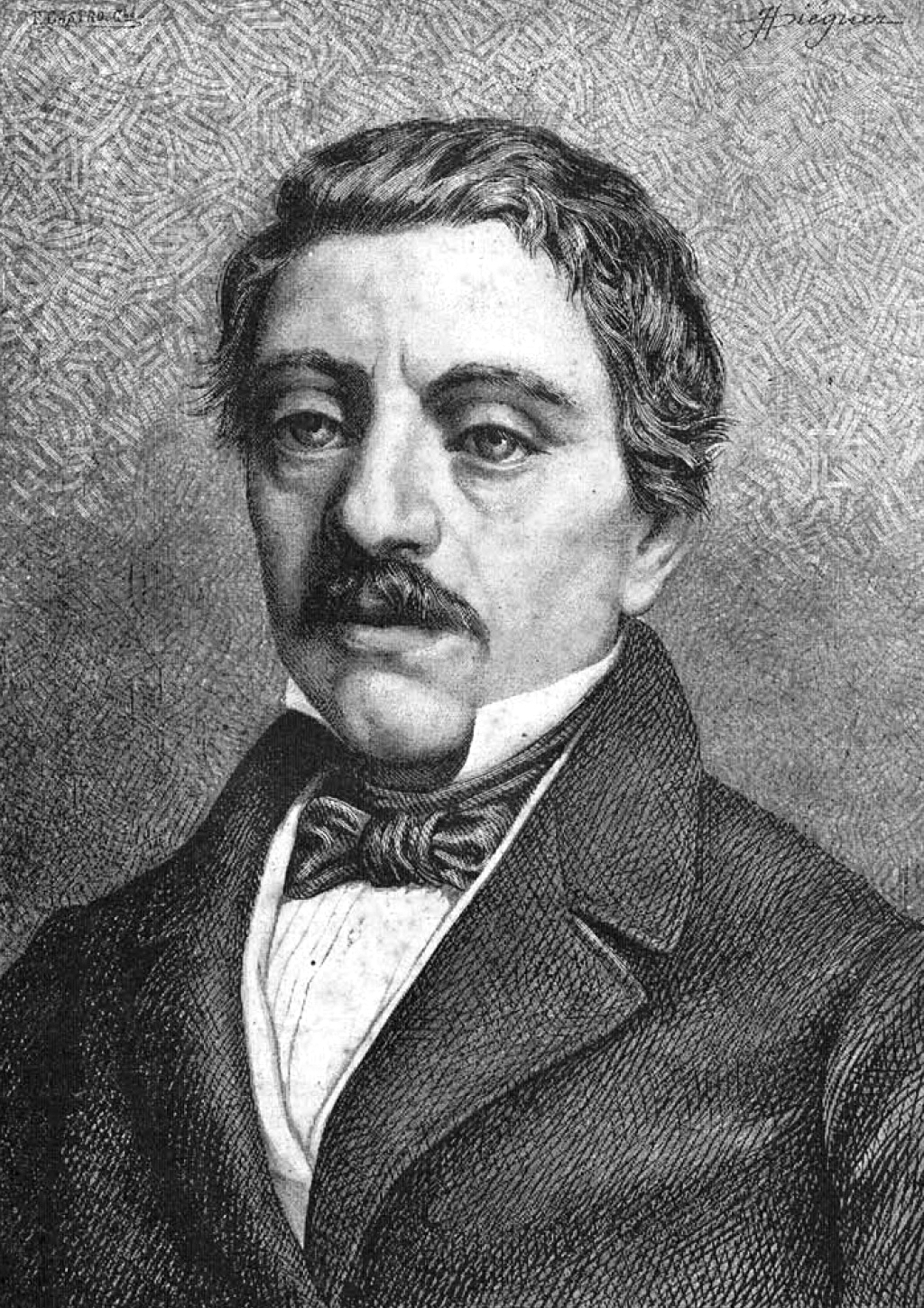
Retrat

Quan tornava a Catalunya per a reincorporar-se al Teatre de la Santa Creu, per reial ordre de Ferran VII fou forçat a establir-se a Madrid per a succeir Saverio Mercadante en la direcció dels teatres de la Cort, el Teatro de la Cruz i el Teatro del Príncipe (1827). Carnicer, que tenia la família i la feina a Barcelona, es va resistir a l'ordre reial. Per aquest motiu fou raptat per les forces públiques i obligat a viatjar a Madrid en qualitat de pres. La família s'incorporà més tard.
La seva arribada a Madrid permet dignificar l'estat dels teatres de música, lluitant contra
tots els «vicis» instaurats en les orquestres, com tocar els instruments amb la capa posada. Pel que fa al cor del teatre, va exigir coneixements musicals i va ampliar el nombre dels seus membres.
Dirigí aquests teatres set temporades completes entre els anys 1828 i 1845. En crear-se el Conservatorio de Madrid, es feu càrrec de la càtedra de composició d'aquest (1831-1854) i més endavant en va ser nomenat director.
El febrer de 1829, Carnicer estrena Elena e Malvina, òpera escrita sobre un llibret de Felice Romani que va ser ben rebuda per la crítica madrilenya. Dos anys després, estrena el seu Colombo al Teatre del Príncep de Madrid, i el 14 de desembre de 1832 posa per primera vegada en escena Eufemio di Messina ossia I sarraceni in Sicilia. El Divendres Sant de 1833, Carnicer dirigeix l'estrena del Stabat Mater de Rossini a l'església de San Felipe el Real de Madrid.
A més de diverses òperes, i cançons per incloure en les representacions d'òperes d'altres compositors, escriví música religiosa, peces instrumentals i diversos himnes de caràcter liberal, deixnt un llegat de més de dues-centes obres. Hom el considera un dels precursors de la sarsuela i tingué per deixebles futurs compositors d'aquest gènere, com Luis Vicente Arche y Bermejo, Francisco Asenjo Barbieri, Rafael Hernando Palomar i Joaquín Gaztambide y Garbayo.
Morí a Madrid, a la seva casa del carrer de Santa Isabel 36.
Els dies 26 i 27 de novembre del 2005 es feren a Tàrrega unes jornades d'estudi amb el títol Ramon Carnicer i el seu temps, en ocasió del cent cinquantè aniversari de la mort del compositor. També a Tàrrega es va constituir el 1994 la Coral Ramon Carnicer, i hom dedicà un monument al compositor a la cèntrica plaça del Carme (o del Pati). Té dedicats carrers a Tàrrega, a Santiago de Xile i a altres poblacions xilenes.
El seu germà Miquel Carnicer i Batlle fou guitarrista.

## Obres

### Òperes
(S'han perdut algunes de les obres esmentades a continuació, i només se'n conserven referències en documentació de l'època. L'atribució de tres o quatre d'aquestes ha estat discutida per estudiosos del gènere)
- Adele di Lusignano: Melodramma semiserio (1819), òpera en italià, en dos actes
- Elena e Costantino: Dramma eroico-comico in due atti (1821, reestrenada el 2005), òpera en italià, amb llibret d'Andrea Leone Tottola[6]
- Il dissoluto punito, ossia Don Giovanni Tenorio (1822, reestrenada el 2006), òpera en italià, en dos actes, amb llibret de Giovanni Bertati.
- Elena e Malvina (1827), òpera en dos actes
- Cristóforo Colombo (1829), òpera
- Eufemio di Messina (1832), òpera
- Guglielmo Tell (1834), òpera
- Eran due or sono tre, o sea, Gli esposti (1836), òpera bufa en dos actes amb llibret de Jacopo Ferretti
- Ismalia o Morte ed amore (1838), òpera en dos actes
- Laura y Don Gonzalo (1841), òpera en 4 actes. Música atribuïda a Carnicer i llibret a Manuel Bretón de los Herreros
- Ipermestra (1843), drama en tres actes amb lletra de Pietro Metastasio. Autoria discutida
- Lucrezia Borgia. Òpera atribuïda, altres autors diuen que únicament hi hauria col·laborat
- El sacristán de Toledo, òpera. Es diu que només hi hauria col·laborat amb música incidental

### Instrumentals

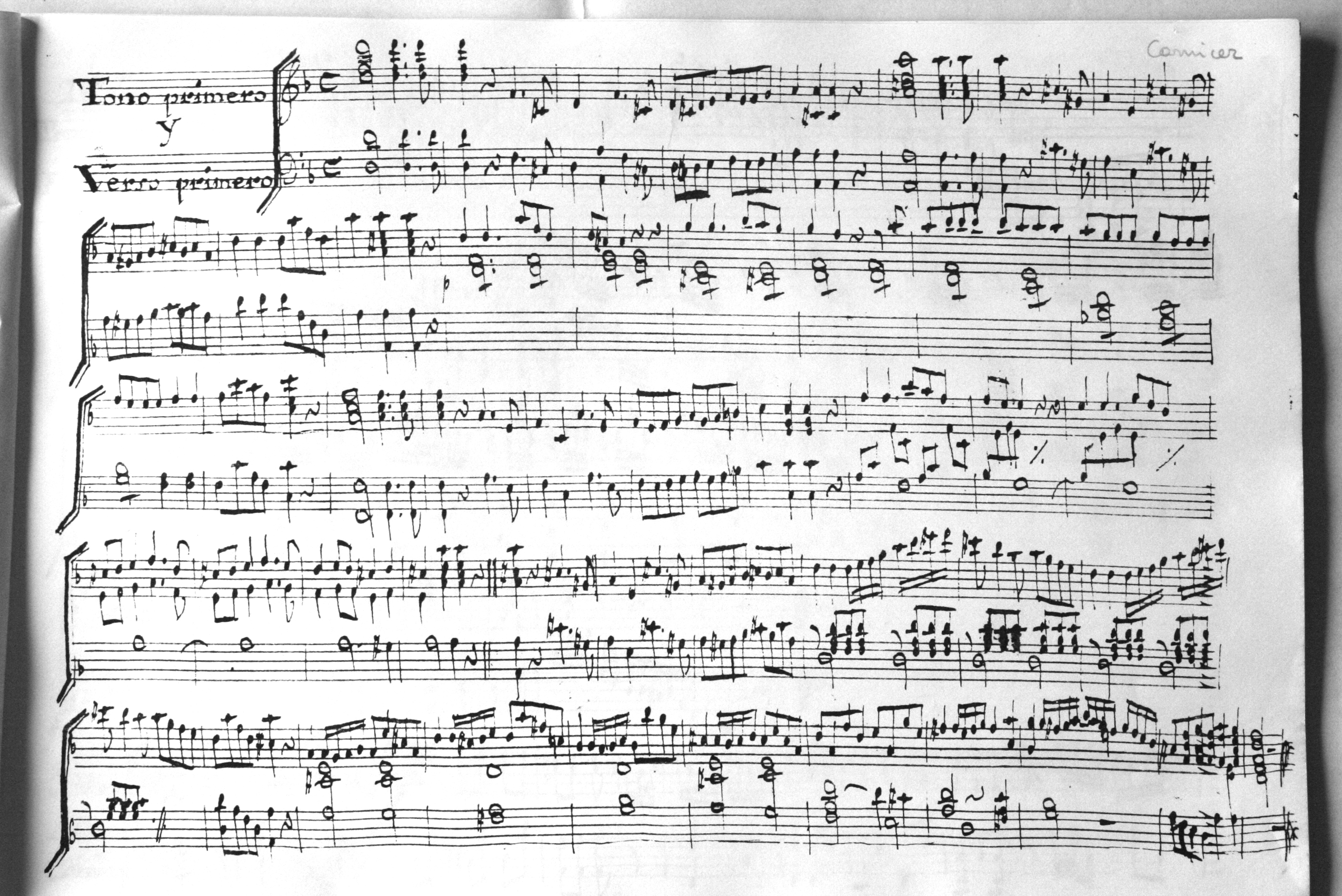
Primer verset de la salmòdia de primer to per a orgue, de Ramon Carnicer

- Fantasía en mi bemol mayor, per a clarinet
- Gran sinfonía en Re (1839)
- Fantasía original para clarinete con acompañamiento de piano (1849)[7]
- Capricho para contrabajo con acompañamiento de piano (1852)[8]
- Melodía fantástica con acompañamiento de piano
- Sinfonía oriental
- Solo de flauta'
- Salmòdia per a orgue
- 6 Sonates per a instrument de tecla'[9]

- Obertura (sinfonía) per a l'estrena barcelonina (1818) de l'òpera Il barbiere di Siviglia de Rossini[10]
- Una segona obertura per a aquesta mateixa òpera

### Vocals

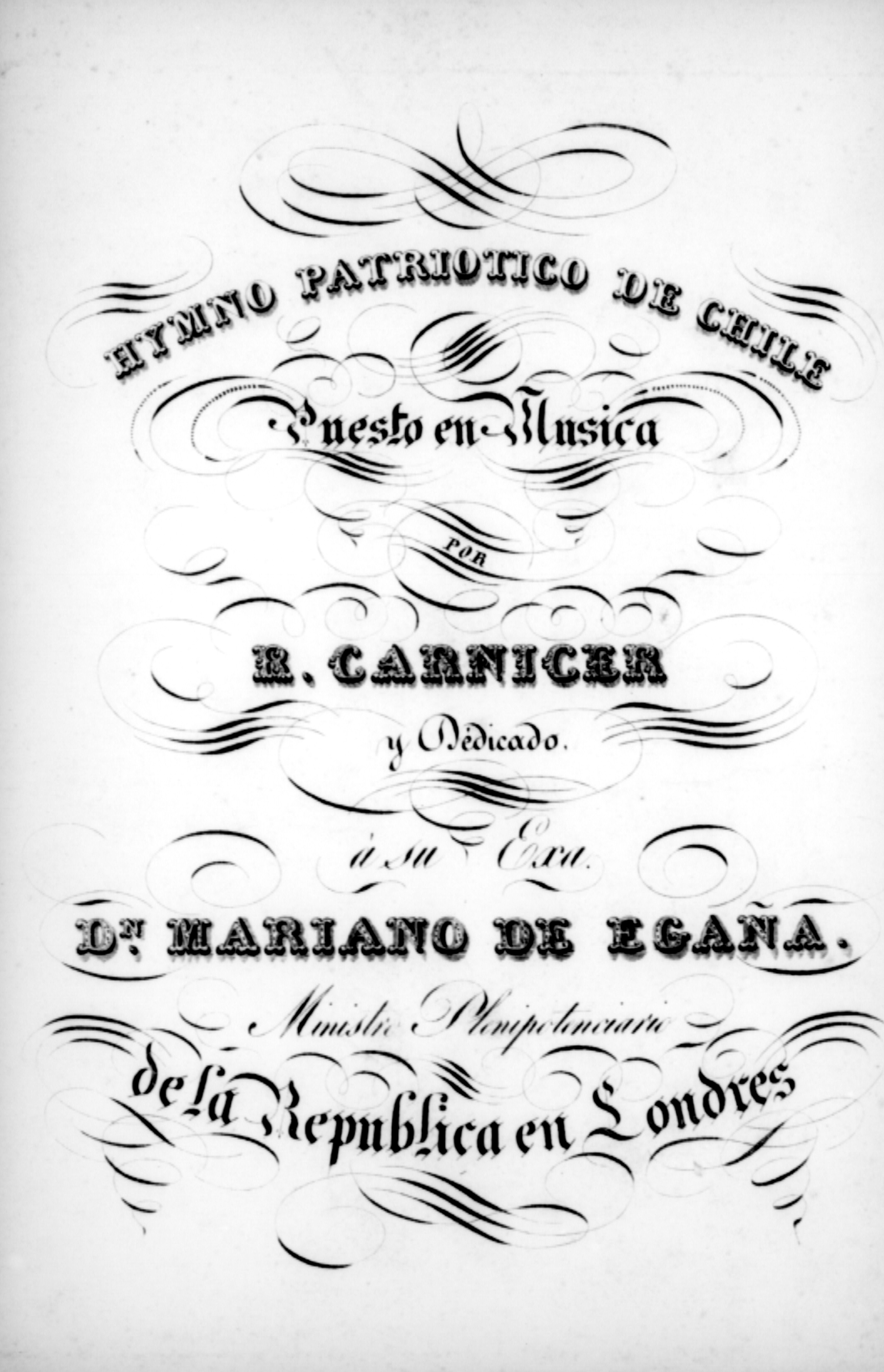
Hymno patriotico de Chile, de Ramon Carnicer

- El caramba: canción andaluza (ca. 1832), per a veu i piano o guitarra[11]
- Completas Fratres a 4 v., per a 4 veus, 6 instruments, acompanyament i baix continu
- La criada: canción española (ca. 1832), per a veu, guitarra i piano
- El currillo: canción andaluza (ca. 1835), per a veu, guitarra i piano
- La gitanilla (ca. 1831), cançó per a veu, guitarra i piano
- Himno a los defensores de Gandesa (1838), de caràcter liberal
- Himno patriótico de Chile (1827)
- Himno patriótico, con motivo de la publicación del Estatuto Real (1834)
- Himno patriótico [para el] cumpleaños de la Reina Doña Isabel II (1835)
- El julepe: polo (1823), cançó per a veu i guitarra
- Misa de Réquiem (1929), per a quatre veus i orquestra, en llatí. En la mort de Maria Josepa de Saxònia, tercera esposa de Ferran VII
- Misa de Réquiem (1842), per a quatre veus i orquestra, en llatí[12]
- Misa solemne (entre 1806 i 1808), per a vuit veus i orquestra
- El músico y el poeta (Los maestros de la Raboso), tonadilla a dúo
- El no sé, cançó per a veu, guitarra i piano
- La noticia feliz: polo y seguidillas (1823), cançons per a veu i piano
- El nuevo sereni (1825), cançó per a veu i piano o guitarra[13]
- Odas de Anacreonte (1832), text original grec d'Anacreont i traducció castellana de José del Castillo y Ayensa, comprèn les cançons per a veu i piano De si mismo, A una muchacha i Del amor y la abeja[14]
- El poder de las mugeres: canción española con acompañamiento de piano y guitarra (1836)
- Psalmodia que contiene todos los tonos (1818)
- Tantum Ergo
- Tonadilla de la cantinera (1813)
- Vigilias con orquesta para las exequias de Fernando VII (1833), en llatí

- El chairo: canción española cantada en la ópera "El barbero de Sevilla" (1833), lletra d'Agustín Azcona